# Epeolus attenboroughi
Epeolus attenboroughi (лат.) — вид земляных пчёл-кукушек рода Epeolus из подсемейства Nomadinae (Apidae). Название дано в честь английского телеведущего и натуралиста сэра Дэвида Аттенборо в знак признания его вдохновляющих книг и телевизионных программ по естественной истории.

## Распространение
Северная Америка: США (Колорадо, Нью-Мексико).

## Описание
Мелкие слабоопушённые пчёлы, с беловато-жёлтыми отметинами на теле как у ос и рыжевато-красными ногами. Длина менее 1 см (тело самки 6,8 мм; длина головы 1,7 мм; ширина головы 2,2 мм; длина переднего крыла 4,5 мм). Следующие морфологические признаки в сочетании могут быть использованы для отличия E. attenboroughi от всех других североамериканских Epeolus, кроме Epeolus rufulus: мандибула имеет тупоконечный преапикальный зубец; предзатылочный гребень не соединяется с гипостомальным килем; мезоскутум в значительной степени затемнён бледным томентумом; аксилла удлинённая, простирается далеко за пределы средней длины мезоскутума, но не до заднего края, а свободная часть отчётливо крючковатая; мезоплеврон тесно и равномерно пунктирован; тергиты T1—T4 имеют полные апикальные фасции. В то время как у E. rufulus дискальное пятно настолько широк, что продольная полоса едва заметна на дорсальном виде, а у самок F2 заметно длиннее ширины, у E. attenboroughi T1 имеет сравнительно узкое дискальное пятно (продольная полоса более чем в два раза шире ширины апикальной фасции на дорсальном виде), а у самок F2 менее 1,2 × длины ширины. Epeolus attenboroughi также похож на Epeolus ainsliei в том, что у обоих видов аксилла расширена латерально и свободная часть отчетливо крючковидная, а апикальные фасции T1—T4 полные; однако у E. ainsliei мандибула простая, предзатылочный гребень соединяется с гипостомальным килем, а мезоскутум имеет отчётливые парамедианные полосы. Предположительно, как и другие виды, клептопаразиты пчёл рода Colletes, в гнёзда которых откладывают свои яйца. Максиллярные щупики 1-члениковые. 2-й стернит брюшка матовый. У самок на 6-м стерните брюшка расположены ланцетовидные, мелко зазубренные отростки. В переднем крыле три радиомедиальных ячейки, 1-я из них много крупнее 3-й. Вершина радиальной ячейки (по форме она эллиптическая) удалена от переднего края крыла. Задние голени со шпорами.